# Ядро Феєра
В математиці ядро Феєра використовується для знаходження суми за Чезаро рядів Фур'є або перетворень Фур'є. 

Графіки деяких ядер Феєра. На графіках використано іншу індексацію, ніж у статті і тому

## Означення
Ядро Феєра задається як:
{\displaystyle \Phi _{n}(x)={\frac {1}{n+1}}\sum _{k=0}^{n}D_{k}(x),}
де 
{\displaystyle D_{n}(x)=\sum _{k=-n}^{n}e^{ikx}=\left(1+2\sum _{k=1}^{n}\cos(kx)\right)={\frac {\sin \left(\left(n+1/2\right)x\right)}{\sin(x/2)}}} — ядро Діріхле.
Ядра Феєра також можна записати через тригонометричні функції як:
{\displaystyle \Phi _{n}(x)={\frac {1}{n+1}}{\frac {\sin ^{2}{\frac {n+1}{2}}x}{\sin ^{2}{\frac {x}{2}}}}={\frac {1}{n+1}}\left({\frac {1-\cos(n+1)x}{1-\cos x}}\right).}
Для точок {\displaystyle x=2\pi m,\ m\in \mathbb {Z} } значення функції Феєра {\displaystyle \Phi _{n}} є рівним {\displaystyle n+1}, що є граничним значенням вказаних тригонометричних виразів у цих точках.
Назване на честь угорського математика Ліпота Феєра.

## Доведення тригонометричної рівності
Ядро Діріхле рівне {\displaystyle D_{n}(x)={\frac {\sin \left(\left(n+1/2\right)x\right)}{\sin(x/2)}}={\frac {1}{\sin(x/2)}}{\mathcal {Im}}\left(e^{i\left(n+1/2\right)x}\right).}
Тому 
{\displaystyle (n+1)D_{n}(x)={\frac {1}{\sin(x/2)}}{\mathcal {Im}}\left(\sum _{k=0}^{n}e^{i\left(n+1/2\right)x}\right).}
Із використанням суми геометричної прогресії звідси:
{\displaystyle (n+1)D_{n}(x)={\frac {1}{\sin(x/2)}}{\mathcal {Im}}\left(e^{ix/2}{\frac {e^{i(n+1)x}-1}{e^{ix}-1}}\right)={\frac {1}{\sin(x/2)}}{\mathcal {Im}}\left({\frac {e^{i(n+1)x}-1}{e^{ix/2}-e^{-ix/2}}}\right).}
Далі для уявної частини у попередніх формулах:
{\displaystyle {\mathcal {Im}}\left({\frac {e^{i(n+1)x}-1}{e^{ix/2}-e^{-ix/2}}}\right)={\frac {1}{2i}}\left({\frac {e^{i(n+1)x}-1}{e^{ix/2}-e^{-ix/2}}}-{\frac {e^{-i(n+1)x}-1}{e^{-ix/2}-e^{ix/2}}}={\frac {1}{2i}}{\frac {e^{i(n+1)x}+e^{-i(n+1)x}-2}{e^{ix/2}-e^{-ix/2}}}\right).}
Із властивостей полярного запису комплексних чисел:
{\displaystyle e^{i(n+1)x}+e^{-i(n+1)x}-2=2\cos(n+1)x-2,}
{\displaystyle e^{ix/2}-e^{-ix/2}=2i\sin(x/2),}
Підставляючи ці рівності у попередні формули:
{\displaystyle (n+1)D_{n}(x)={\frac {1}{2i}}{\frac {1}{\sin(x/2)}}{\frac {2\cos(n+1)x-2}{2i\sin(x/2)}}={\frac {1-\cos(n+1)x}{2(\sin(x/2))^{2}}}={\frac {1-\cos(n+1)x}{1-\cos x}}={\frac {\sin ^{2}{\frac {n+1}{2}}x}{\sin ^{2}{\frac {x}{2}}}}.}

## Властивості
- {\displaystyle \Phi _{n}(x)} — {\displaystyle 2\pi }-періодична, парна функція і {\displaystyle 0\leqslant \Phi _{n}(x)\leqslant n+1} для всіх {\displaystyle x.}

Парність, {\displaystyle 2\pi }-періодичність і додатність функції відразу випливає із тригонометричних виразів для функції. Із рівності для ядра Діріхле {\displaystyle D_{k}(x)=1+2\sum _{j=1}^{k}\cos(jx)} випливає, що {\displaystyle D_{k}(x)\leqslant 2k+1} і тому {\displaystyle \Phi _{n}(x)={\frac {1}{n+1}}\sum _{k=0}^{n}D_{k}(x)\leqslant {\frac {1}{n+1}}\sum _{k=0}^{n}2k+1={\frac {(n+1)^{2}}{n+1}}=n+1.}
Рівність досягається лише у точках для яких всі {\displaystyle \cos(jx)=1} тобто у точках {\displaystyle x=2\pi m.}
- {\displaystyle \forall n\in \mathbb {N} :~\int \limits _{-\pi }^{\pi }\Phi _{n}(u)du=2{\pi }}

Ядро Феєра є рівним {\displaystyle \Phi _{n}(x)={\frac {1}{n+1}}\sum _{k=0}^{n}\sum _{m=-k}^{k}e^{imx}.} Проінтегрувавши цей вираз одержуємо
{\displaystyle {\frac {1}{n+1}}\int _{-\pi }^{\pi }\left(\sum _{k=0}^{n}\sum _{m=-k}^{k}e^{imx}\right)dx={\frac {1}{n+1}}\sum _{k=0}^{n}\sum _{m=-k}^{k}\left(\int _{-\pi }^{\pi }e^{imx}dx\right).}
Якщо {\displaystyle m\neq 0,} то
{\displaystyle \int _{-\pi }^{\pi }e^{imx}dx=\int _{-\pi }^{0}e^{imx}dx+\int _{0}^{\pi }e^{imx}dx=\int _{0}^{\pi }-e^{imx}dx+\int _{0}^{\pi }e^{imx}dx=0.}
Якщо {\displaystyle m=0,} то {\displaystyle \int _{-\pi }^{\pi }e^{i0x}dx=\int _{-\pi }^{\pi }1dx=2\pi .}
Тому {\displaystyle \int _{-\pi }^{\pi }\Phi _{n}(x)dx={\frac {1}{n+1}}\sum _{k=0}^{n}2\pi =2\pi .}
- Для будь-якого фіксованого {\displaystyle 0<\delta \leqslant \pi } при {\displaystyle n\rightarrow \infty } також {\displaystyle \int \limits _{\delta }^{\pi }\Phi _{n}(x)dx\rightarrow 0,\int \limits _{-\pi }^{-\delta }\Phi _{n}(x)dx\rightarrow 0.}

Із тригонометричного запису ядра Феєра через квадрати синусів для {\displaystyle \delta \leqslant x\leqslant \pi } можна одержати обмеження:  
{\displaystyle \Phi _{n}(x)dx\leqslant {\frac {1}{n+1}}{\frac {1}{(\sin x/2)^{2}}}\leqslant {\frac {1}{n+1}}{\frac {1}{(\sin \delta /2)^{2}}}.}
Звідси 
{\displaystyle \int \limits _{\delta }^{\pi }\Phi _{n}(x)dx\leqslant {\frac {1}{n+1}}\int \limits _{\delta }^{\pi }{\frac {1}{(\sin \delta /2)^{2}}}dx={\frac {1}{n+1}}{\frac {\pi -\delta }{(\sin \delta /2)^{2}}}.}
Очевидно цей вираз прямує до 0 при {\displaystyle n\rightarrow \infty .} Інша границя доводиться аналогічно.

### Співвідношення із рядом Фур'є
Нехай {\displaystyle f(x)} — інтегровна на {\displaystyle [-\pi ,\pi ]} і {\displaystyle 2\pi }-періодична функція, {\displaystyle S_{k}(x)} — часткові суми ряда Фур'є цієї функції, а {\displaystyle \sigma _{n}(x)} — середнє арифметичне цих часткових сум, тобто {\displaystyle \sigma _{n}(x)={\frac {1}{n+1}}\sum \limits _{k=0}^{n}{S_{k}(x)}}. Тоді {\displaystyle \forall x\in \mathbb {R} ,~\forall n\in \mathbb {N} }
{\displaystyle \sigma _{n}(f;x)=\int \limits _{-\pi }^{\pi }f(x-u)\Phi _{n}(u)du=\int \limits _{0}^{\pi }(f(x-u)+f(x+u))\Phi _{n}(u)du.}
Згідно теореми Феєра, якщо додатково {\displaystyle f(x)} є неперервною функцією, то {\displaystyle \sigma _{n}(x)} рівномірно збігається до {\displaystyle f(x)}.

## Ядро Феєра для інтеграла Фур'є
Ядро Феєра для інтеграла Фур'є визначається як:
{\displaystyle F_{n}(x)={\frac {2}{\pi n}}{\frac {\sin ^{2}{\frac {n}{2}}x}{x^{2}}}}

### Властивості ядра Феєра  для інтеграла Фур'є
- {\displaystyle F_{n}(x)\geqslant 0};
- {\displaystyle \int _{-\infty }^{\infty }F_{n}(x)dx=1}
- Для будь-якого фіксованого {\displaystyle \delta >0} при {\displaystyle n\rightarrow \infty } виконується {\displaystyle \int _{|x|\geqslant \delta }F_{n}(x)dx\rightarrow 0}